# Sukorame (Gresik)
Sukorame is een bestuurslaag in het regentschap Gresik van de provincie Oost-Java, Indonesië. Sukorame telt 5687 inwoners (volkstelling 2010).